# Aspect (astrologie)
Pour les articles homonymes, voir Aspect.
En astrologie, on appelle aspect un écart angulaire privilégié, mesuré en longitude écliptique, entre deux facteurs du thème astral (deux planètes par exemple, ou une planète et un angle du thème astrologique).

## Détails des aspects
Les aspects majeurs divisent les 360° du cercle-photo des douze signes (= l'écliptique) par 1, 2, 3, 4 et 6 (2 fois 3).  Ce sont :
- la conjonction  : angle de moins de 10°, 10° étant ce qu'on appelle l'orbe (ou écart tolérable) d'un angle de zéro degré où les caractéristiques des deux facteurs en présence sont inextricablement mêlées ; selon la Tradition (Ptolémée), la conjonction peut être soit un aspect de tension, soit un aspect d'harmonie, en fonction des facteurs en présence ;
- le sextile  : angle de 60° (un sextile exact met en relation deux facteurs astrologiques situés dans des signes de nature élémentaire complémentaire) plus ou moins 4° d'orbe ; selon la Tradition, le sextile est un aspect d'harmonie modérée ;
- le carré  : angle de 90° (un carré exact met en relation deux facteurs astrologiques situés dans des signes de même modalité - Signe cardinal, Signe fixe ou Signe mutable - mais de nature élémentaire - Signe feu, Signe terre, Signe air, Signe eau - antagoniste) plus ou moins 6° d'orbe ; selon la Tradition, le carré est un aspect de forte tension ;
- le trigone  : angle de 120° (un trigone exact met en relation deux facteurs astrologiques situés dans des signes de même nature élémentaire) plus ou moins 8° d'orbe ; selon la Tradition, le trigone est un aspect d'harmonie ;
- l'opposition  : angle de 180° (une opposition exacte met en relation deux facteurs astrologiques situés dans des signes de même modalité mais de nature élémentaire complémentaire) plus ou moins 10° d'orbe ; selon la Tradition, une opposition est un aspect de tension.

Dans son Tetrabiblos, Ptolémée a écrit: « On dit que le trigone et le sextile sont harmonieux, parce qu'ils se créent entre signes de même nature.  Par contre, on appelle aspects discordants l'opposition et le carré, parce qu'ils se produisent entre signes de natures et de sexes différents » . De nos jours, l'avis des astrologues est plus mesuré : un sextile ou un trigone peut conduire l'individu à une solution de facilité, alors que les carrés et les oppositions peuvent correspondre à un dépassement de soi.
À ces aspects dit majeurs, certains astrologues ajoutent aujourd'hui des aspects dits mineurs: le semi-sextile (30°), l'octile (45°), le sesqui-carré (135°) et le quinconce (150°). L'octile et le sesqui-carré, qui s'obtiennent à partir de la moitié de l'angle de 90°, sont plus particulièrement utilisés en cosmobiologie.
Dans son livre L'interprétation du Thème Astral, l'astrologue Solange de Mailly Nesle indique que les aspects de conjonction et d'opposition étaient déjà étudiés par les Chaldéens, alors que les divisions du cercle par 2, 3, 4 et leurs multiples proviennent des Grecs (de l'école de Pythagore notamment). Selon Jacques Halbronn, la division du zodiaque fait double emploi avec le système des aspects, suivant en cela Johannes Kepler. Halbronn propose une nouvelle théorie à partir d'un découpage binaire du cercle (180, 45°, 22°30" (semi-octile) et considère uniquement les aspects entre une planète et une étoile fixe. Il n'admet donc pas les aspects de 120°, 60° et 30°.
On peut noter que l'astrologue humaniste americain Dane Rudhyar a innové en présentant les aspects en termes de processus (cycle des planètes). Il récuse par là-même la notion traditionnelle des aspects « bénéfiques » et « maléfiques » : ils ne correspondent qu'à des instants de l'évolution globale.